# Präsenzinformation

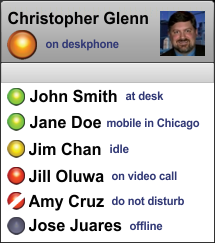
Beispiel für Präsenzinformationen

Präsenzinformation ist in der elektronischen Telekommunikation die Information, die die Möglichkeit und Bereitschaft eines potentiellen Kommunikationspartners (beispielsweise ein anderer Nutzer für ein Gespräch) beinhaltet. Der Client eines Nutzers propagiert seinen Status zu einem Präsenzserver, der diesen verwaltet und gegebenenfalls weiter verbreitet.
Präsenzinformationen sind wichtiger Bestandteil und wichtigster Innovationsträger heutiger Instant-Messaging- und VoIP-Dienste.

## Präsenzstatus
Der Client eines Benutzers kann einen Präsenzstatus veröffentlichen, um den aktuellen Kommunikationsstatus des Benutzers zu veröffentlichen. Diese Status-Veröffentlichung informiert andere, die mit dem Nutzer kommunizieren, über dessen Verfügbarkeit und Bereitschaft zu kommunizieren. Heutzutage wird der Präsenzstatus am häufigsten als kleines Icon in Instant-Messenger-Clients angezeigt, üblicherweise verschiedene Icons für verschiedene Status.
Auch der Wählton in Kombination mit dem Besetztton im klassischen Telefonnetz ist eigentlich ein Präsenzstatus, wenn auch in diesem Kontext davon nicht die Rede ist.
Übliche Statusvarianten, die sich in fast jedem Instant-Messaging-Client finden, sind „Für Chat verfügbar“, „Anwesend“, „Abwesend“, „Beschäftigt“, „Bitte nicht stören“. Zusätzlich dazu sind auch zusätzliche Attribute wie Stimmung, Aufenthaltsort oder Freitextfelder in manchen Instant-Messenger-Clients verfügbar.

## Privatsphäre
Präsenzinformationen sind extrem heikel, und in realen Systemen wäre es angebracht, die Präsenzinformation auf einen geschlossenen Benutzerkreis zu begrenzen. Außerhalb der Arbeitszeiten ist es für Angestellte so beispielsweise interessant, seine Kollegen nicht über alles zu informieren. Eine minimale Version davon ist bereits in vielen Instant-Messaging-Programmen implementiert und äußert sich im „Unsichtbar“-Status, der nur für bestimmte ausgewählte Kontakte sichtbar ist.